# Château de Dalmayrac
Le château de Dalmayrac est un château situé à Rodelle, en France.

## Localisation
Le château est situé sur la commune de Rodelle, dans le département français de l'Aveyron.

## Historique
L'édifice est inscrit au titre des monuments historiques en 1993.